# Piaggio Fly
Piaggio Fly è uno scooter prodotto dalla Piaggio dal 2004 al 2017 in sostituzione dei modelli Sfera e Skipper.
È stato venduto anche dalla casa spagnola Derbi (controllata dal gruppo Piaggio) con la denominazione Derbi Boulevard.
Sul mercato cinese è stato introdotto nel 2005 e, ancora nel 2022 era in produzione ribattezzato Piaggio City Fly nella versione 150.

## Prima serie (2004-2012)
Introdotto sul mercato nel novembre del 2004 il Fly è uno scooter compatto a ruote basse sviluppato dalla Piaggio per essere venduto globalmente: la produzione avviene negli stabilimenti di Pontedera per il mercato europeo e nord americano mentre l’anno successivo viene avviata la produzione in Cina nello stabilimento di Foshan per essere venduto sul mercato asiatico. 
Estremamente compatto possiede una lunghezza di 1870 mm e si posiziona in termini di prezzi tra il piccolo Zip e il più grande Beverly.
Esteticamente possiede uno stile ispirato al Zip ma con il grande fanale sul manubrio e le frecce riprese dal Beverly. Possiede la sella alta 795 mm da terra e ruote da 12" con un ampio vano sottosella. Il telaio è del tipo monoculla in acciaio con forcella a steli di 32 mm di diametro, al posteriore è presente un singolo ammortizzatore con regolazione del precarico molla su quattro posizioni. L'impianto frenante è composto da disco anteriore da 200 mm con pinza a due pistoncini e un tamburo posteriore da 140 mm.
Al debutto era disponibile in quattro cilindrate, da 50, 100, 125 e 150 cm³ tutti omologati Euro 2: il 50 era disponibile sia con motorizzazione a due tempi Hi-PER2 raffreddato ad aria e dotato di catalizzatore a due stadi con Sistema Aria Secondaria (SAS), sia con la motorizzazione a quattro tempi Hi-PER4, i 125 e 150 montavano il propulsore Piaggio Leader a quattro tempi. 

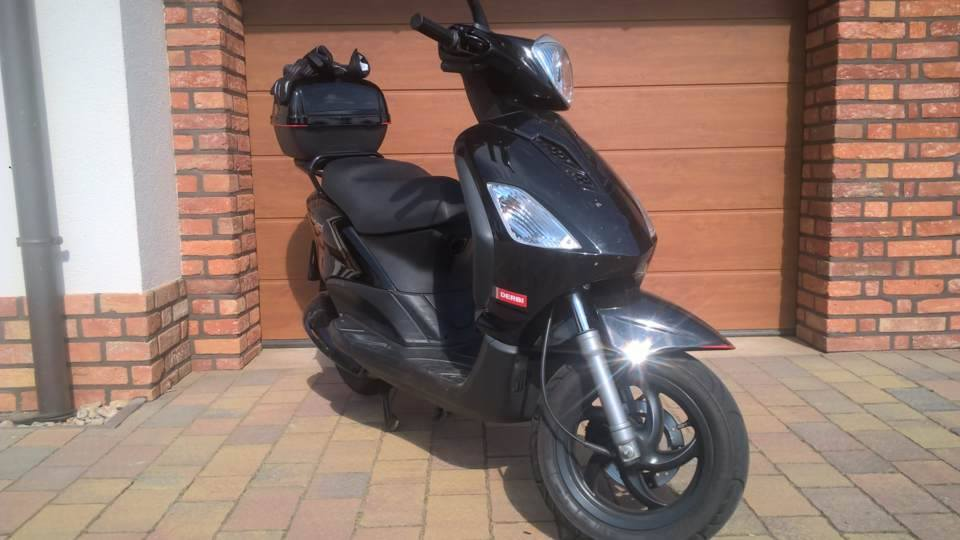
Il gemello Derbi Boulevard

Nell’aprile 2006 tutta la gamma viene riomologata Euro 3 ed entra in listino anche il motore 100 cm³ a quattro tempi con raffreddamento ad aria forzata.
Dal 2009 viene commercializzato anche dalla casa spagnola Derbi ribattezzato Derbi Boulevard; tale versione esteticamente è uguale al Fly e le uniche differenze si concentrano nello scudo anteriore con la presa d'aria in plastica grezza anziché vernictata e nella gamma colori specifica. La gamma motori del Boulevard è composta dal motore 50 cm³ a due tempi raffreddato ad aria e 125 cm³ a quattro tempi raffreddato ad aria.
Sempre nel 2009 esce di produzione il Fly con motore 100 a causa delle basse richieste. In Asia il Fly si dimostra un grande successo e la Piaggio avvia la produzione anche in Vietnam nello stabilimento di Vinh Phuc per soddisfare la domanda.
La produzione della prima serie termina nel 2012 sia in Italia che in Vietnam mentre in Cina continuerà ad essere prodotto nella versione 150 (codice telaio BYQ150T-3V). Nel novembre 2019 subisce un lieve aggiornamento estetico e il nome viene cambiato in Piaggio City Fly.

## Seconda serie (2012-2017)
La seconda serie debutta nel marzo del 2012 e presenta uno stile totalmente rinnovato con un design più filante ed aerodinamico, nuovi fanali più "appuntiti" e nuova calandra che richiama nello stile i modelli Liberty e Beverly contemporanei. Oltre alla produzione italiana il rinnovato Fly viene prodotto anche in Vietnam nello stabilimento di Vinh Phuc per i mercati del sud est asiatico dove veniva prodotta già la prima serie dal 2009.
Il telaio è stato riprogettato, presenta sempre lo schema monoculla con forcella telescopica idraulica con steli da 32 mm e al posteriore è presente il motore che funge da forcellone, ma il serbatoio è stato riposizionato sotto la pedana per offrire un vano sottosella più ampio e sfruttabile che può ospitare 2 caschi demi-jet con visiera. La sella è alta 760 mm da terra. Le ruote sono da 12”. L'impianto frenante resta lo stesso della prima serie.
Al debutto l'unico motore disponibile in Europa è il 50 quattro tempi e quattro valvole che eroga 3.2 kW a 8250 giri al minuto.
L’anno successivo viene introdotto in Europa anche il motore 125 tre valvole. In Asia gli esemplari prodotti in Vietnam riceveranno anche il motore 150 tre valvole.
La seconda serie esce di produzione nel 2017 senza nessun erede.